# Milka (čokolada)
Milka je marka mliječne čokolade, u vlasništvu međunarodnog koncerna Kraft Foods. 
Philippe Suchard osnovao je tvrtku poslastica u švicarskom mjestu Neuchâtelu. Carl Russ-Suchard pokrenuo je proizvodnju čokolade koristeći ime  Milka 1901. godine. Čokolada je između ostalog prepoznatljiva po slici ljubičaste krave na omotu pakiranja. Ime vjerojatno potječe od riječi Milch i Kakao (što na njemačkom znači mlijeko i kakao). Prema drugom mišljenju, ime potječe i od poznate hrvatske operne umjetnice Milke Trnine, koja je u Suchardovo vrijeme bila vrlo poznata.
Velik dio Milka čokolada proizvodi se u tvornici u Lörrachu. Prema službenim navodima, oko 80 % kakaa za čokoladu uzgajaju mali poljoprivrednici. Godišnje se proizvode oko 110.000 tona različitih vrsta Milka čokolada.

## Mjesta proizvodnje
Milka se proizvodi u sedam zemalja Europe. Proizvodi se u sljedećim gradovima:[nedostaje izvor]
- Bludenz, (Austrija)
- Svoge, (Bugarska)
- Bratislava, (Slovačka)
- Lörrach, (Njemačka)
- Brașov, (Rumunjska)
- Jankowice, (Poljska)
- Beograd, (Srbija)

## Vanjske poveznice
- Milka webstranica proizvođača  Arhivirana inačica izvorne stranice od 24. prosinca 2018. (Wayback Machine)
- povijest Milke  Arhivirana inačica izvorne stranice od 8. veljače 2008. (Wayback Machine)